# Якшич, Павле
Павле Якшич (серб. Павле Јакшић; 2 декабря 1913, Блатуша, у Вргинмоста — 4 февраля 2005, Белград) — югославский военачальник и физик, генерал-полковник Югославской народной армии, Народный герой Югославии. Основатель Института физики, доктор философии (PhD) по физике 

.

## Биография
Родился 2 декабря 1913 года в деревне Блатуша на границе Кордуна и Бании (Бановины) в крестьянской семье. Окончил гимназии в Глине и Бьеловаре, в 1937 году окончил философский факультет Белградского университета по специальности «физика и прикладная математика». Также учился в артиллерийской школе офицеров запаса в Сараево, окончил военно-топографический курс в Калиновике и стал подпоручиком запаса. Также учился на техническом факультете Белградского университета. Затем уехал в Париж, где окончил Высшую школу оптики и защитил докторскую работу по космическим лучам. В 1940 году Павле после нападения немцев на Францию вернулся на родину в кралевскую гимназию. В Париже он сотрудничал с Комитетом по репатриации югославских испанских борцов, в Кралево он стал распространять литературу Французской коммунистической партии и антифашистские листовки.
24 июля 1941 года Якшич бежал из Кралево с группой рабочих и учеников, чтобы спастись от ареста коллаборационистскими властями, и через два дня образовал в Гоче Кралевский партизанский отряд, став его командиром. В те же дни Павле был принят в ряды коммунистической партии Югославии. Осенью 1941 года в боях за Кралево Павле Якшич был назначен командиром сектора Кралевского фронта. В декабре он стал командиром Кралевского батальона 1-й пролетарской ударной бригады, с которой прошёл с боями города Прозор, Бугойно, Дувно, Ливно, Грахово и другие города. С ноября 1942 года — командир 7-й банийской дивизии, с которой сражался на Неретве и Сутьеске.
В битве на Неретве с января по март 1943 года Якшич вёл дивизию во время манёвра от Сисака через Бихач и Босански-Петровац к Прозору, обеспечивая эвакуацию Центральной больницы НОАЮ из Грмеча к долине реки Рама, чтобы затем на участке фронта между Горни-Вакуфом и Прозором организовать успешную позиционную оборону и создать условия для образования контрнаступательной группы дивизий НОАЮ под непосредственным командованием Верховного штаба. В битве на Сутьеске Якшич участвовал в самом конце, выведя 7-ю дивизию из окружения и спася много раненых и больных. В конце 1943 года Павле стал командовать 11-м корпусом, а в 1944 году был назначен начальником Главного штаба НОАЮ в Хорватии. В конце войны как начальник штаба 4-й югославской армии он участвовал во фронтальных наступлениях, разбив немецкие войска с участка от Лики через Риеку и Истрию до Триеста.
После войны Павел Якшич занимал высшие командные посты в югославской армии, в том числе пост первого помощника Иосипа Броза Тито по делам народной обороны и пост командира артиллерии Югославской народной армии. В 1950 году окончил общевоенный факультет и курс оперативных боевых действий, командовал затем Белградским военным округом в 1950—1956 годах. В 1956—1962 годах — помощник Любо Вучковича, начальника Генерального штаба ЮНА. В 1962 году вышел на пенсию в звании генерал-полковника и занялся наукой: основал Институт физики и стал изучать лазерное излучение. В 1963 году назначен профессором на электротехническом факультете Белградского университета. Также состоял в ветеранских организациях, избирался в Союзную скупщину. Остаток жизни прожил в Белграде.
Павле Якшич скончался 4 февраля 2005 года в Белграде. За свою жизнь он написал ряд военно-исторических и военно-теоретических работ. В 1990 году он выпустил книгу «Над воспоминаниями» в двух томах. Награждён Партизанской памятной медалью 1941 года, Орденом Партизанской Звезды I степени, Орденом Военного флага и Орденом Народного Героя Югославии (указ от 20 декабря 1951 года).